# تل ذياب
تل ذياب قرية سورية تتبع لناحية أبو راسين في منطقة رأس العين بمحافظة الحسكة. تقع شمال شرق مدينة رأس العين بحوالي 22 كلم وتحاذي الحدود السورية التركية، يبلغ ارتفاعها عن سطح البحر نحو 385 م. يمر شرقها وادي الزركان وهو أحد روافد نهر الخابور، اعمارها يعود إلى الربع الثاني من القرن العشرين. أسسها رجل الدين المعروف ملا عبد الله بن ملا صالح بن ملا عمر من عشيرة البوسالم من قبيلة حرب ، يعمل سكان القرية في الزراعة، حيث يزرعون المحاصيل، والخضروات .